# Okręg wyborczy Flinders
Okręg wyborczy Flinders (ang. Division of Flinders) – jednomandatowy okręg wyborczy do Izby Reprezentantów Australii, położony w południowo-wschodniej części Melbourne. Powstał w 1901, jako jeden z 75 okręgów utworzonych przed pierwszymi wyborami po powstaniu zjednoczonej Australii. Jego patronem jest żeglarz i odkrywca Matthew Flinders. 

## Lista posłów
| lata urzędowania | poseł           | przynależność |
| ---------------- | --------------- | --- |
| 1901-1903        | Arthur Groom    | Partia Wolnego Handlu |
| 1903-1906        | James Gibb      | Partia Wolnego Handlu / Partia Antysocjalistyczna                                                                          |
| 1906-1918        | William Irvine  | Partia Antysocjalistyczna (1906-1909) Związkowa Partia Liberalna (1909-1917) Nacjonalistyczna Partia Australii (1917-1918) |
| 1918-1929        | Stanley Bruce   | Nacjonalistyczna Partia Australii                                                                                          |
| 1929-1931        | Jack Holloway   | Australijska Partia Pracy                                                                                                  |
| 1931-1933        | Stanley Bruce   | Partia Zjednoczonej Australii                                                                                              |
| 1933-1940        | James Fairbairn | Partia Zjednoczonej Australii                                                                                              |
| 1940-1952        | Rupert Ryan     | Partia Zjednoczonej Australii (1940-1944) Liberalna Partia Australii (1944-1952)                                           |
| 1952-1954        | Keith Ewert     | Australijska Partia Pracy                                                                                                  |
| 1954-1966        | Robert Lindsay  | Liberalna Partia Australii                                                                                                 |
| 1966-1982        | Phillip Lynch   | Liberalna Partia Australii                                                                                                 |
| 1982-1983        | Peter Reith     | Liberalna Partia Australii                                                                                                 |
| 1983-1984        | Bob Chynoweth   | Australijska Partia Pracy                                                                                                  |
| 1984-2001        | Peter Reith     | Liberalna Partia Australii                                                                                                 |
| od 2001          | Greg Hunt       | Liberalna Partia Australii                                                                                                 |

źródło: 